# Walter Martínez (futbolista)
Walter Julián Martínez (Tegucigalpa, 28 de marzo de 1982-Nueva York, 11 de agosto de 2019) fue un futbolista hondureño. Su último club fue Club Deportivo FAS de la Primera División de El Salvador.

## Biografía
Martínez jugó previamente para el Club Deportivo Victoria y Club Deportivo Vida de La Ceiba y Club Deportivo Marathón de San Pedro Sula. El 27 de enero de 2009 el Diario Deportivo Diez confirmó que jugaría para Beijing Guoan de China. 
Fue miembro de la Selección de fútbol de Honduras, con la que disputó la Copa Mundial de Fútbol de 2010.
El 1 de junio de 2014 se anunció su fichaje con el CSD Xelajú MC de la Liga Nacional de Fútbol de Guatemala donde fue compañero de su compatriota José Mendoza.
El último año de su vida permaneció inactivo, tras su retirada del último club profesional al que perteneció, el FAS de El Salvador. Tras su retiro, se trasladó a vivir a Waltham, una ciudad ubicada en el condado de Middlesex muy cerca de Boston en el estado de Massachusetts.
Fue entrenador de niños en la Liga de Waltham, y entre sus planes tenía el de abrir una escuela de fútbol en dicho lugar. Falleció a los 37 años por un infarto en Nueva York, el 11 de agosto de 2019.
Sus restos mortales fueron sepultados en su natal Sambo Creek, La Ceiba el 24 de agosto de 2019.Walter "Pery" Martínez 

## Selección nacional

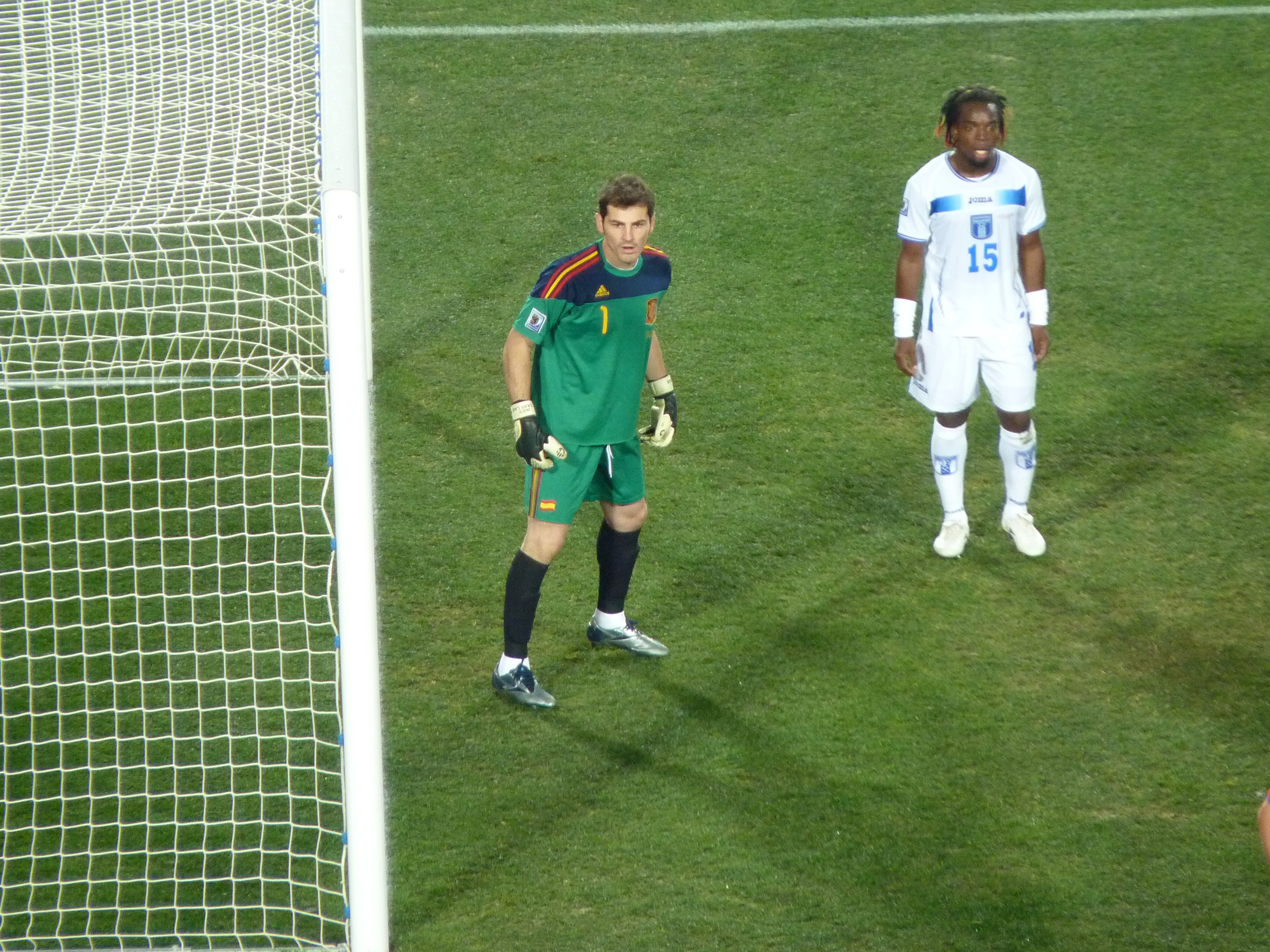
Walter Martínez junto a Iker Casillas durante un juego de Honduras en el Mundial de 2010.

Martínez participó en varias ocasiones con la selección de fútbol de Honduras. Allí destacó su participación en la Copa Mundial de Fútbol de 2010. Sin embargo, no volvió a ser convocado el inicio de la era de Luis Fernando Suárez.

### Participaciones en Copas del Mundo
| Mundial                        | Sede      | Resultado     |
| ------------------------------ | --------- | ------------- |
| Copa Mundial de Fútbol de 2010 | Sudáfrica | Primera ronda |

## Clubes y estadísticas
| Club                   | País           | Año       |
| ---------------------- | -------------- | --------- |
| Victoria               | Honduras       | 2001-2005 |
| Vida                   | Honduras       | 2005-2006 |
| Marathón               | Honduras       | 2006      |
| Beijing Guoan          | China          | 2007-2008 |
| Deportivo Alavés       | España         | 2009      |
| Marathón               | Honduras       | 2009-2010 |
| Beijing Guoan          | China          | 2010-2011 |
| Chongqing F.C.         | China          | 2012-2013 |
| San Jose Earthquakes   | Estados Unidos | 2013-2014 |
| Xelaju Mario Camposeco | Guatemala      | 2014      |
| Marathón               | Honduras       | 2015      |
| FAS                    | El Salvador    | 2015      |

| Temp. | Club                    | País           | División | Part. | Goles |
| ----- | ----------------------- | -------------- | -------- | ----- | ----- |
| 00/01 | Club Deportivo Victoria | Honduras       | 1        | 19    | 1     |
| 01/02 | Club Deportivo Victoria | Honduras       | 1        | 14    | 2     |
| 02/03 | Club Deportivo Victoria | Honduras       | 1        | 10    | 4     |
| 03/04 | Club Deportivo Victoria | Honduras       | 1        | 10    | 2     |
| 03/04 | Club Deportivo Marathón | Honduras       | 1        | 10    | 2     |
| 04/05 | Club Deportivo Marathón | Honduras       | 1        | 10    | 1     |
| 05/06 | Club Deportivo Vida     | Honduras       | 1        | 8     | 3     |
| 06/07 | Club Deportivo Marathón | Honduras       | 1        | 18    | 9     |
| 2007  | Beijing Guoan           | China          | 1        | 28    | 7     |
| 2008  | Beijing Guoan           | China          | 1        | 16    | 7     |
| 08/09 | Deportivo Alavés        | España         | 2        | 3     | 0     |
| 09/10 | Club Deportivo Marathón | Honduras       | 1        | 23    | 7     |
| 2010  | Beijing Guoan           | China          | 1        | 12    | 4     |
| 2011  | Beijing Guoan           | China          | 1        | 25    | 9     |
| 2012  | Chongqing F.C.          | China          | 2        | 29    | 3     |
| 2013  | San Jose Earthquakes    | Estados Unidos | 1        | 15    | 2     |
| 2014  | Xelajú Mario Camposeco  | Guatemala      | 1        | 18    | 3     |
| 2015  | Club Deportivo Marathón | Honduras       | 1        | 16    | 2     |
| 2015  | Club Deportivo FAS      | El Salvador    | 1        | 29    | 6     |
| 2016  | Platense Fútbol Club    | Honduras       | 1        | 0     | 0     |
|       | Total                   |                |          | 313   | 74    |